# 李克勤 No.1 Hits
《李克勤 No.1 Hits》是香港歌手李克勤於2007年11月23日發行的個人音樂專輯，是DSD製作的4張CD套裝，收錄了李克勤三首新曲加四歷程的金曲共68首。CD 1與CD 4是李克勤自選的曲目，而CD 2與CD 3則是排行榜上的冠軍曲目。三首新曲則分別是〈再見演奏廳〉、〈嘆息門〉與〈Mr. Children〉。而電視劇《賭場風雲》的主題曲先賭為快則是首次被收錄至李克勤的個人專輯中。

## 曲目

### CD 1
1. 再見演奏廳
2. 相愛無門（前名為嘆息門）
3. Mr. Children
4. 歲月風雲（與小剛合唱）
5. 紙婚
6. 花落誰家
7. 先賭為快
8. 婚前的女人
9. 心計
10. 大時代
11. 刻不容緩（與容祖兒合唱）
12. 六呎風雲
13. 自作自受
14. 左右手
15. 只想您會意
16. 一生不變

### CD 2
1. 公主太子
2. 天水、圍城
3. 我著十號
4. 勝情中人
5. 情非首爾
6. 佳節
7. 空中飛人
8. 吻別的位置
9. 仰慕者（與譚詠麟合唱）
10. 我不會唱歌（郎朗鋼琴演奏）
11. 左鄰右里（與譚詠麟合唱）
12. 愛一個人（與陳慧琳合唱）
13. 合久必婚（與陳苑淇合唱）
14. 愛不釋手
15. 高妹
16. Victory（featuring Bond）
17. 前後腳
18. 飛花

### CD 3
1. 再一次想你
2. 紅日（與譚詠麟合唱）
3. 櫻花
4. 請你早睡早起
5. 當找到你
6. 心甘情願
7. 為妳流淚
8. 依依不捨
9. 偷偷摸摸
10. 希望
11. 只懂得對你好
12. 回首
13. 破曉時份
14. 一生掛念妳
15. 一千零一夜
16. 藍月亮
17. 深深深
18. 夏日之神話

### CD 4
1. 仍是老地方
2. 十年前後
3. 世界末日的早上
4. 嘭門
5. 信心保證
6. 有了你世界更美
7. 傷寒
8. 月半小夜曲（HKPO Live）
9. 想妳的舊名字
10. 一個人飛
11. 好戲之人
12. 你是我的太陽
13. 萬千寵愛在一身（與周慧敏合唱）
14. 寂寞煙雨天
15. 大會堂演奏廳
16. 誰願分手

## 外部連結
- 《李克勤 No.1 Hits》 （页面存档备份，存于）於環球唱片 （页面存档备份，存于）
- 李克勤官方網頁